# Silvio Leonard
Silvio Leonard Sarría (ur. 20 września 1955 w Cienfuegos) – kubański lekkoatleta, który specjalizował się w sprincie.
Dwa razy startował w igrzyskach olimpijskich (Montreal 1976 oraz Moskwa 1980). Srebrny medalista igrzysk olimpijskich w Moskwie na dystansie 100 metrów. W 1973 zdobył srebro uniwersjady w biegu na 100 metrów, a 4 lata później – także podczas uniwersjady – wywalczył dwa medale (złoto na 100 m i srebro na 200 m). Uczestnik pucharu świata w roku 1977 oraz 1979. Wielokrotny medalista igrzysk Ameryki Środkowej i Karaibów oraz igrzysk panamerykańskich. Czterokrotny rekordzista Kuby w biegu na 100 metrów (jako pierwszy Kubańczyk przebiegł ten dystans w czasie poniżej 10 sekund) oraz siedmiokrotny rekordzista w biegu na 200 metrów. Rekord życiowy: bieg na 100 m - 9,98 (1977); bieg na 200 m - 20,06 (1978).